# Microtatorchis oreophila
Microtatorchis oreophila är en orkidéart som beskrevs av Rudolf Schlechter. Microtatorchis oreophila ingår i släktet Microtatorchis och familjen orkidéer. Inga underarter finns listade i Catalogue of Life.